# Досова, Абадан
Абадан Досова (узб. Obodon Doʻsova) — советский хозяйственный, государственный и политический деятель, Герой Социалистического Труда.

## Биография
Родилась в 1935 году в кишлаке Шаваткала. Член КПСС с 1957 года.
С 1950 года — на хозяйственной, общественной и политической работе. В 1950—1990 гг. — звеньевая, механизатор, бригадир хлопководческой бригады колхоза имени Кирова Шаватского района Хорезмской области.
Указом Президиума Верховного Совета СССР от 11 января 1957 года присвоено звание Героя Социалистического Труда с вручением ордена Ленина и золотой медали «Серп и Молот».
Избиралась депутатом Верховного Совета Узбекской ССР 5-го созыва. Делегат XXII и XXVI съездов КПСС.
Жила в Узбекистане.